# Garcia (sobrenome)

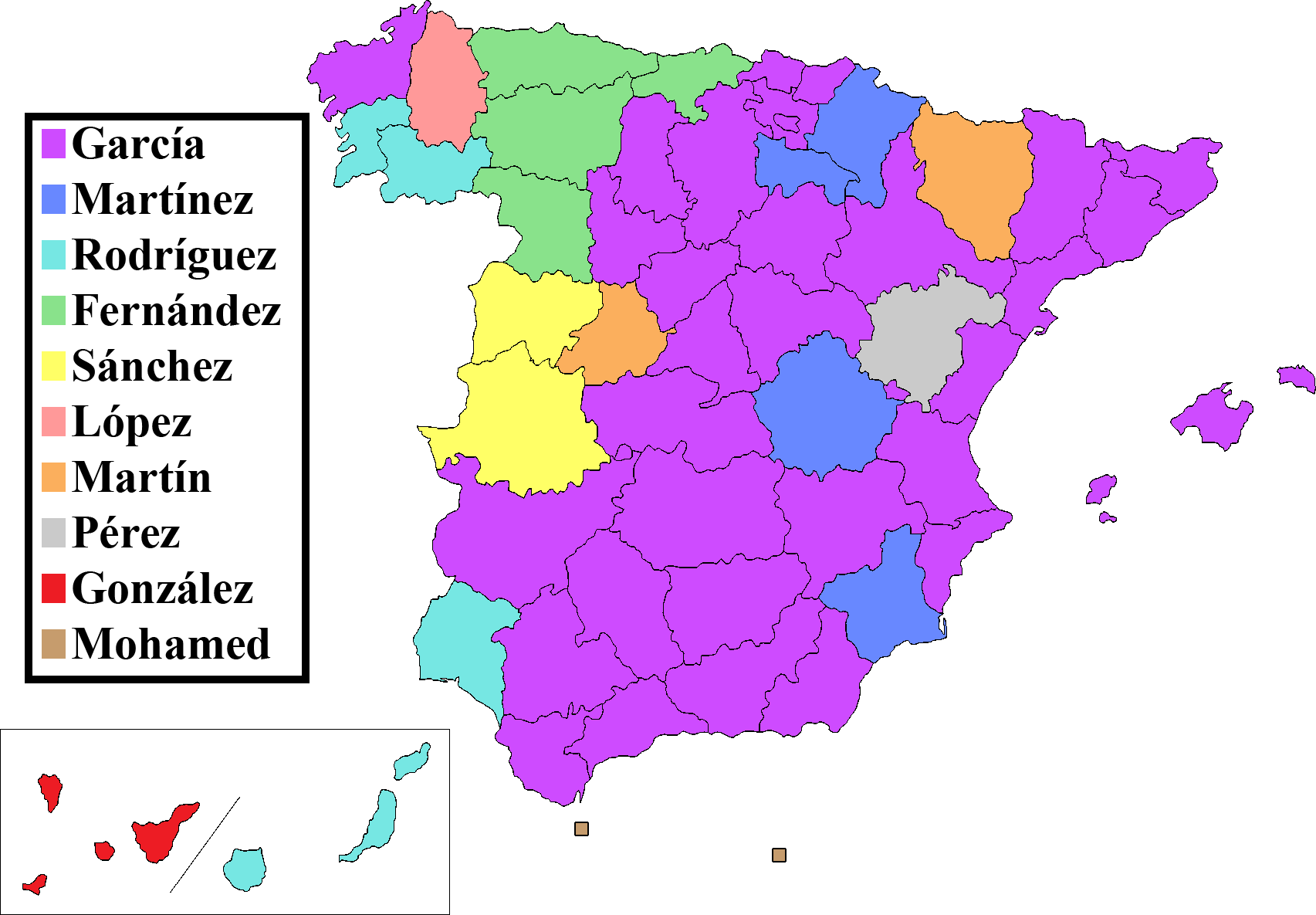
García é o apelido (sobrenome) mais comum na maioria das províncias espanholas

Armas de Garcia de Gondim, geralmente usadas por famílias Garcia

Armas de García com lema: De García Arriba Nadie Diga

Garcia (em português) ou García (em castelhano) é um apelido de família ibérico de origem patronímica. Teria origem no prenome pré-romano Garcia, atualmente em desuso. 
De fato, sua etimologia é obscura e originou muitas controvérsias entre especialistas. Duas hipóteses possíveis se assentam na língua basca: hartze-a ("o urso") ou gartzea ("o jovem"), equivalente ao atual adjetivo basco gazte(a).
Possui muitas variações, entre elas Garce, Garcey, Garcés, Garcez, Garcíaz, Garsía, Garseso, Carcía etc.
Na Espanha é, com larga vantagem, o sobrenome mais comum, como mais de 5% da população do país que o portam como primeiro ou segundo apelido.
Também usado nos EUA, tem o mesmo significado acima.